# Magyar néprajztudomány

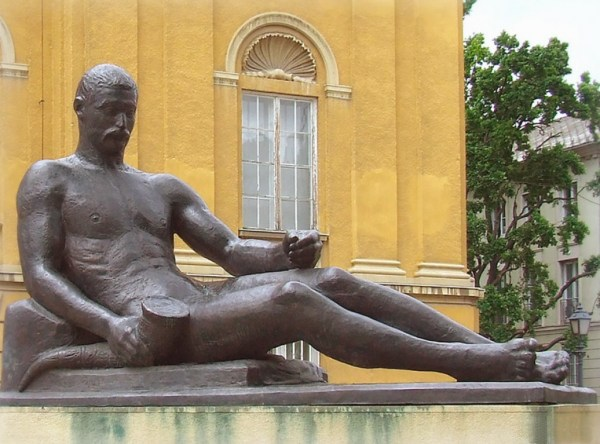
Medgyessy Ferenc: A néprajz allegorikus alakja (Debrecen)

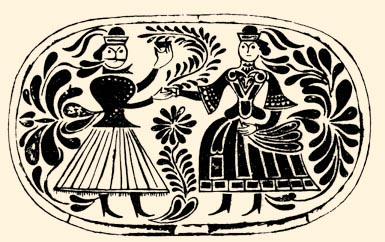
Mulató pár jelenete egy tükrösön, 1870-es évek, Kis István munkája (Néprajzi Múzeum, Budapest)

Néprajzi jellegű megfigyeléseket már a középkori Magyarország krónikái, oklevelei is tartalmaznak. Anonymus megemlékezik a parasztok „hamis meséiről és a regösök csacsogó énekeiről”. A vallásos irodalom is sok néprajzi vonatkozást őrzött meg, ezek a források akaratlan források.

## A néprajztudomány korszakai

### 18. század
A magyar néprajztudomány kezdeteit Bél Mátyás evangélikus lelkész nevéhez kötik, aki 1735-42 között jelentette meg Notitia Hungariae novae Historico geographica című művét, melyben pontosan törekszik a bemutatott 11 megye népéletének hű visszatükrözésére. Megfigyeléseit összeveti a magyarsággal együtt élő nemzetiségek megfelelőivel, utal táji eltérésekre és néprajzi csoportokra. Ezzel tulajdonképp az összehasonlító néprajztudomány előfutára. Mivel műveit latinul írta, gyakorlatilag hatástalan maradt.
A XVIII. század második felében már virágzott a népismereti irodalom. Közülük kiemelkedik Tessedik Sámuel (1742–1820) szarvasi evangélikus lelkész A paraszt ember Magyarországban, mitsoda és mi lehetne… (Pécs, 1786) c. műve. Elsőként mutat rá a parasztság szellemi művelésének fontosságára, leírja a társadalmi rétegeket, az életmód sajátosságait, babonáikat. Ugyancsak sokat foglalkozott a parasztkérdéssel Berzeviczy Gergely (1763–1822) is. Szavát emelte fel a jobbágyok elnyomorodása ellen, szorgalmazta műveltségük gyarapítását.

### 19. század
A XIX. század első harmadában tudatosan fordultak történészek és nyelvészek a nemzeti hagyományok megismerése felé. Rengeteg néprajzi cikket közöl a Tudományos Gyűjtemény c. folyóirat (1817–1841), ebben jelent meg Csaplovics János (1780–1847) Ethnographiai értekezés Magyarországról c. tanulmánya. A Magyarországon élő népek teljes ismertetését tűzte ki célul. Észrevette, hogy „Magyarország Európa kicsinyben”, azaz csaknem minden néprajzi kérdés tanulmányozható „minálunk”.
A népköltészet rendszeres gyűjtése 1841-től indult meg a Kisfaludy Társaság pályázati felhívására. Erdélyi János (1814–1868) Népdalok és Mondák címen 1846 és 48 között adott közzé válogatott népdalszövegeket. Ekkor már elkészült Kriza János (1811–1875) Vadrózsák című gyűjteménye is, de ezt csak 1863-ban adhatták ki.
1871-ben indult meg a Magyar Népköltési Gyűjtemény köteteinek kiadása is, ennek utolsó kötete 1924-ben jelent meg. Kálmány Lajos (1852–1919) és Ipolyi Arnold (1823–1886) gyűjtései és értekezései a század utolsó negyedéből máig értékes források. Elsőként Ipolyi tett kísérletet az ősmagyar vallás rekonstruálására Magyar mythologia c. kötetével, népi hiedelmekre, babonákra és mondákra támaszkodott. Szintén ő volt, aki először dolgozott ki módszert a mondák gyűjtésére.
Az anyagi kultúra kutatása csak késve indult meg. 1872-ben a Magyar Nemzeti Múzeumon belül Néprajzi Osztály jött létre, de ez csak 1896-tól fejlődött, a millenniumi kiállítás néprajzi tárgyú anyagát kapta meg.
Herman Ottó (1835–1914) 1887-ben jelentette meg a Magyar halászat könyvét; ezt fejlesztette tovább Jankó János (1868–1902) A magyar halászat eredete címmel.

### 20. század
A magyar néprajztudomány testületeként alakult meg 1889-ben a Magyar Néprajzi Társaság. Kiadásában jelenik meg 1890-től megszakítás nélkül központi folyóirata, az Ethnographia. Ehhez csatlakozott 1900-tól a Néprajzi Múzeum Értesítője. E két folyóiratban jelennek meg a tudományág eredményeit közlő esszék, tanulmányok, terepgyűjtések eredményei.
A magyar néprajztudomány csak 1929-től rendelkezik egyetemi tanszékkel. Szegeden Solymossy Sándor (1864–1945) kapott katedrát, majd 1934-ben Györffy István (1884–1939). A két világháború közti korszak legkiemelkedőbb teljesítménye A magyarság néprajza című vállalkozás. Négy kötetben gyűjtötték össze a magyarság néprajzát, ebből két kötet a tárgyi, két kötet a szellemi hagyatékkal foglalkozik. 1933-1937 közt jelent meg.
A néprajzi kutatáshoz hozzátartozik a népzenegyűjtés és -kutatás. 1895-től lendült fel Vikár Bélának köszönhetően, aki fonográffal gyűjtötte a dallamokat. Az ő nyomdokain indult el Kodály Zoltán (1882–1967) és Bartók Béla (1881–1945).
A második világháború előtt Ortutay Gyula új irányú népmesekutatást indított el, mely figyelt az előadó egyéniségére, életútjára és előadásmódjára is.
A szocialista időkben újból összegezték a magyar néprajztudományt, új kiadványok, szakkönyvek és periodikák jelentek meg: A Magyar Népkutatás Kézikönyve (1947–48); Acta Ethnographica (1950–); Magyar Néprajzi Atlasz (1959); Magyar Népmese Katalógus; Magyar Monda Katalógus; A Népdalzene Katalógusa; A Magyar Népzene Tára; Magyar néprajzi lexikon. ; Népismereti Dolgozatok (1976-?).
Új összegzés: MAGYAR NÉPRAJZ nyolc kötetben (1988-2015)

## A magyar néprajztudomány intézményei

### Egyetemi tanszékek
Az egyetemi tanszékek a szakmai utánpótlásban játszanak kiemelten fontos szerepet. Az első szegedi tanszéket az ötvenes években a budapesti egyetemen két új tanszék követte, majd a debreceni és egy újabb szegedi tanszék alakult meg.

### Múzeumok
A legrégibb és legnagyobb intézmény a Néprajzi Múzeum Budapesten. Emellett vidéki múzeumok is gazdag gyűjteménnyel rendelkeznek.
Külön említést érdemelnek a szabadtéri néprajzi múzeumok, melyeket a svéd példa után skanzennek hívnak. Ilyen múzeumok az 1960-as évektől kezdve épültek. 1966-tól a Balaton partján, Tihanyban két telken egy zsellér- és egy halászházat eredeti helyükön mutatnak be. A Göcseji Falumúzeum 1967-től működik. 1973-ban nyílt meg a Vasi Falumúzeum Szombathelyen. Nyíregyházán a Sóstói Falumúzeum, Szentendrén a Magyar Szabadtéri Múzeum működik.
- Szentendrei Szabadtéri Néprajzi Múzeum
- Szennai Szabadtéri Néprajzi Gyűjtemény
- Göcseji Falumúzeum, – Zalaegerszeg
- Őrségi Népi Műemlékegyüttes – Szalafő-Pityerszer
- Ópusztaszeri Nemzeti Történeti Emlékpark – Ópusztaszer
- Sóstói Múzeumfalu – Nyíregyháza
- Vasi Múzeumfalu – Szombathely
- Hollókői Falumúzeum – Hollókő
- Szabadtéri Néprajzi Múzeum – Nagyvázsony
- Szabadtéri Néprajzi Múzeum – Tihany
- Tiszaalpár

### A néprajztudomány nyomtatott fórumai
Néprajzi Történeti Archívum az 1526 előtti kódexek és kéziratok néprajzi adatait tartalmazza.
Mezőgazdasági Munkaeszköztörténeti Archívum felöleli a régészeti, történeti és néprajzi tárgyak leírását.
Magyar Néprajzi Atlasz 1959-ben kezdődtek el a munkálatai. Magyarországi kutatópontokon kívül Szlovákiában és Szerbiában végeztek gyűjtést hozzá. Egy-egy táj, vidék néprajzi atlaszát helyi múzeumok készítik elő.
Magyar Népmese Katalógus; Magyar Monda Katalógus; Népdalszövegek katalógusa csaknem teljesnek mondható.
Sámánhit Archívum tartalmazza az eurázsiai sámánizmusra vonatkozó adatokat, tárgyak fényképeit és leírását. Az archívumot Diószegi Vilmos (1923–1972) alapította.
Magyar néprajzi lexikon.  ötkötetes hatalmas vállalkozás, a kortárs néprajztudományhoz való felzárkózás, illetve annak bemutatása is megtörtént a lexikon cikkeiben.
MTA Néprajzi Főbizottsága a Magyar Néprajz c. munkával a néprajz új összefoglalását készítette el. Közvetlenül az MTA-hoz tartozik a Néprajzi Kutató Csoport. Munkáját három osztály végzi, a Szellemi Kultúra Osztálya, Anyagi Kultúra Osztálya, Társadalmi Kultúra Osztálya.
A néprajztudomány publikációs lehetőségei folyóiratok (Ethnographia, Acta Etnographica, Néprajzi Értesítő, Néprajzi Hírek) és évkönyvek (Népi Kultúra – Népi Társadalom 1966-tól; Műveltség és Hagyomány 1960-tól).
1950-től a Magyar Tudományos Akadémia irányításával megindult a rendszeres és a néprajz minden területére kiterjedő kutatási és gyűjtési munka. Ennek eredményeit a külföld számára az Acta Ethnographica közvetítette angol, német, orosz, francia nyelven 1950-től.